# 川柳つくし
川柳 つくし（かわやなぎ つくし、1968年9月7日 - ）は 千葉県市川市出身の落語協会所属の女流落語家。本名∶熊井 佳奈子。出囃子はビートルズの「イエロー・サブマリン」。

## 経歴
早稲田大学教育学部国語国文学科近世文学専修卒業。興津要のゼミに所属し、毎回寄席へ連れて行かれる。卒業後は出版社で主に辞書の編集の業務に就いていた。その後、寄席通いを始め、通い続けるうちに自分も落語をやりたいと思うようになる。
1997年3月、川柳川柳に入門。前座名「つくし」で5月に楽屋入りし、15日には上野鈴本演芸場で初高座を踏む。演目は「八九升」。
2000年11月、金原亭小駒、林家謙信平と共に二ツ目昇進。
2013年9月、金原亭龍馬、三遊亭天どん、四代目三遊亭金朝、柳家喬志郎と共に真打昇進。落語協会所属では三遊亭歌る多、古今亭菊千代、林家きく姫に次ぐ4人目の女性真打となった。

## 人物
得意の演目は自作の新作落語。趣味のウクレレを生かしたウクレレ漫談を演ずることもある。持ち時間3分のライブに出演した時に落語をするには短かったため、ウクレレ漫談を始めたということである。
『エンタの神様』にはマダム◇KANACOの名で出演し、ウクレレ漫談を演じた。ウクレレ漫談を観た『エンタ～』のスタッフが声をかけ、出演に至った。占い師のキャラクターは、そのスタッフとの打ち合わせの中で決まり、“マダム”は『占い師』からの連想して付けられた。このキャラクターでの決め台詞は『来世、頑張れ～』。なお、川柳つくしとしてそのままライブでこの芸を披露したこともあった。
所属団体や流派の垣根を超えた女流落語家ユニット「落語ガールズ」に所属、メンバーの中ではいちばん芸歴が長い。

### 笑点Jr.メンバーとして
2008年7月20日の放送の「こいつは凄芸!そいつは頂!!」でウクレレ漫談を伝授するために出演。長年無欠席で大喜利に出演し続けた五明樓玉の輔が翌年2009年5月3日の放送で自身初の出演権剥奪となったため、同年5月17日から大喜利メンバーとして出演している（そのため初出演となった回では玉の輔の席に座っている）。

## 出演番組
- 笑点Jr.（日テレプラス）
- 笑点 特大号（BS日テレ）
- エンタの神様（日本テレビ系） - 「マダム◇KANACO」名義。キャッチコピーは、「黄泉からの占い師」。

### インターネット動画
- お台場寄席DOUGA（フジテレビ無料動画サイト「見参楽（みさんが！）」）

## 著書
- 『女落語家の「二つ目」修業』双葉社、2010年 ISBN 978-4575302370
- 『あなたに贈る 川柳つくし新作落語集』 アプリスタイル、2024年[4] ISBN 978-4-910719-62-7

## CD
- 『川柳百席』第二弾（池袋秘密倶楽部）